# فهرست سفیران روسیه در ایران
سفیر تام‌الاختیار فدراسیون روسیه در ایران نمایندهٔ رسمی رئیس‌جمهور و دولت فدراسیون روسیه نزد رئیس‌جمهور و دولت ایران است.
سفیر و کارکنانش به‌طور گسترده در سفارت روسیه در تهران کار می‌کنند. همچنین فدراسیون روسیه در شهرهای اصفهان و رشت سرکنسولگری دارد. پست سفیر روسیه در ایران در حال حاضر در اختیار الکسی ددوف است که از ۸ سپتامبر ۲۰۲۲ به این سمت منصوب شده‌است.

## تاریخچه روابط دیپلماتیک
روابط دیپلماتیک روسیه و ایران به قرون وسطی بازمی‌گردد و اولین فرستادهٔ رسمی از ایران به دوک نشین بزرگ مسکو در سال ۱۵۹۲م. ثبت شده‌است. اولین سفیر روسیه، آرتمی وولینسکی، در سال ۱۷۱۵م. در زمان سلطنت پتر کبیر منصوب شد. پس از انقلاب روسیه در سال ۱۹۱۷م. روابط دیپلماتیک برای مدت کوتاهی قطع شد، اما به زودی دوباره بین ایران و در ابتدا جمهوری سوسیالیستی فدراتیو روسیه شوروی و بعداً اتحاد جماهیر شوروی برقرار شد. پس از انحلال اتحاد جماهیر شوروی در سال ۱۹۹۱م. آخرین سفیر شوروی یعنی ولادیمیر گودف، تا سال ۱۹۹۳م. به عنوان نمایندهٔ فدراسیون روسیه در این پست ادامه داد.

## فهرست سفرای روسیه از (۱۷۱۵ تا کنون)

### نمایندگان روسیه تزاری در ایران (۱۷۱۵–۱۷۲۱)
| نام           | منصب        | آغاز مأموریت | پایان مأموریت | توضیحات |
| ------------- | ----------- | ------------ | ------------- | ------- |
| آرتمی ولینسکی | نماینده     | ۱۷۱۵         | ۱۷۱۹          |         |
| سیمون آوراموف | کنسول، مقیم | ۱۷۱۷         | ۱۷۲۱          |         |

### نمایندگان امپراتوری روسیه در ایران (۱۷۲۱–۱۹۱۷)
| نام | منصب                                                      | آغاز مأموریت   | پایان مأموریت  | توضیحات    |
| --- | --------------------------------------------------------- | -------------- | -------------- | ---------- |
| سیمون آوراموف | کنسول، مقیم                                               | ۱۷۲۱           | ۱۷۳۲           |            |
| سرگئی گُلیچین | Ambassador                                                | ۱۷۳۴           | ۱۷۳۵           |            |
| ایوان کالوشکین | مقیم                                                      | ۱۷۳۷           | ۱۷۴۲           |            |
| واسیلی براتیشچف | مقیم                                                      | ۱۷۴۲           | ۱۷۴۸           |            |
| میخائیل گُلیچین | کنسول                                                     | ۱۷۴۵           | ۱۷۴۸           |            |
| ایوان دانیلف | کنسول                                                     | ۱۷۴۸           | ۱۷۵۱           |            |
| پتر چکالوسکی | کنسول                                                     | ۱۸ دسامبر ۱۷۵۵ | ۲۵ می ۱۷۶۰     |            |
| ایلیا ایگومنوف | کنسول                                                     | ۱۷۶۳           | ۱۷۶۹           |            |
| گاوریل بوگولیوبوف | کنسول                                                     | ۱۷۶۹           | ۱۷۷۲           |            |
| واسیلی یابلونسکی | کنسول                                                     | ۱۷۷۲           | ۱۷۷۵           |            |
| ایوان تومانوفسکی | کنسول                                                     | ۱۷۸۰           | ۱۷۸۵           |            |
| دیمیتری اسکیلیچی | کنسول                                                     | ۱۷۸۲           | ۱۷۹۰           |            |
| سرگئی لاشکارف | کاردار منصوب                                              | ۱۷۸۶           | ۱۷۸۶           | مستقر نشد. |
| میخائیل اسکیبینفسکی | کاردار                                                    | c. 1787        | ۱۸۰۴           |            |
| به سبب جنگ روسیه و ایران - روابط دیپلماتیک قطع شد (۱۰ ژوئن ۱۸۰۴–۲۴ اکتبر ۱۸۱۳) |                                                           |                |                |            |
| آلکسی یرمولوف | سفیر                                                      | ۲۹ ژوئن۱۸۱۷    | ۱۰ اکتبر ۱۸۱۷  |            |
| سمیون مازارویچ | وزیر مختار                                                | ۶ ژوئیه ۱۸۱۸   | ژوئیه ۱۸۲۶     |            |
| جنگ روسیه و ایران - روابط دیپلماتیک قطع شد (۱۶ ژوئیه ۱۸۲۶–۱۰ فوریه ۱۸۲۸) الکساندر اوبرسکوف به عنوان مأمور دیپلماتیک بین ۴ آوریل ۱۸۲۷ و ۲۱ آوریل ۱۸۲۸ برای مذاکره دربارهٔ معاهده ترکمنچای منصوب شد. |                                                           |                |                |            |
| الکساندر گریبایدوف | وزیر مختار                                                | ۲۵ آوریل ۱۸۲۸  | ۳۰ ژانویه ۱۸۲۹ |            |
| نیکولای دولگوروکوف | نماینده ویژه                                              | ۱ آوریل ۱۸۲۹   | ۳۰ ژوئن ۱۸۳۰   |            |
| ایوان سیمونیج | وزیر مختار                                                | ۵ ژانویه ۱۸۳۲  | ۳۰ آوریل ۱۸۳۸  |            |
| الکساندر دو هامل | وزیر مختار                                                | ۳۰ آوریل ۱۸۳۸  | ۹ اوت ۱۸۴۱     |            |
| الکساندر فون مدم | وزیر مختار                                                | ۹ اوت ۱۸۴۱     | ۱۱ ژوئن ۱۸۴۵   |            |
| دیمیتری دولگوروکوف | وزیر مختار                                                | ۱۱ ژوئن ۱۸۴۵   | ۲۰ مارس ۱۸۵۴   |            |
| نیکولای آنیچکوف | کاردار (before ۵ آوریل ۱۸۵۸) نماینده (after ۵ آوریل ۱۸۵۸) | ۲۰ مارس ۱۸۵۴   | ۱۵ ژانویه ۱۸۶۳ |            |
| نیکلاس گیرس | نماینده                                                   | ۱ اوت ۱۸۶۳     | ۶ ژانویه ۱۸۶۹  |            |
| الکساندر بگر | نماینده                                                   | ۷ ژانویه ۱۸۶۹  | ۲۴ فوریه ۱۸۷۶  |            |
| ایوان زینوویف | نماینده                                                   | ۲۰ آوریل ۱۸۷۶  | ۲۵ فوریه ۱۸۸۳  |            |
| الکساندر ملنیکوف | نماینده                                                   | ۲۵ فوریه ۱۸۸۳  | ۲۲ اکتبر ۱۸۸۶  |            |
| نیکولای دولگوروکوف | نماینده                                                   | ۲۵ اکتبر ۱۸۸۶  | ۱۲ نوامبر ۱۸۸۹ |            |
| یوجین دو بوتزو | نماینده                                                   | ۵ اکتبر ۱۸۸۹   | ۱ ژوئیه ۱۸۹۷   |            |
| کیمون آرگیروپولو | نماینده                                                   | ۱ ژوئیه ۱۸۹۷   | ۸ اوت ۱۹۰۲     |            |
| پیوتر ولاسوف | نماینده                                                   | ۸ اوت ۱۹۰۲     | ۱۹۰۵           |            |
| الکسی شپایر | نماینده                                                   | ۱۹۰۵           | ۱۹۰۶           |            |
| نیکلاس هارتویگ | نماینده                                                   | ۱۹۰۶           | ۱۹۰۸           |            |
| استانیسلاو پوکلفسکی-کوزل | نماینده                                                   | ۱۹۰۹           | ۱۹۱۳           |            |
| ایوان کوروستوتس | نماینده                                                   | ۱۹۱۳           | ۱۹۱۵           |            |
| نیکولای اتر | نماینده                                                   | ۱۹۱۵           | ۳ مارس ۱۹۱۷    |            |

### نمایندگان دولت موقت روسیه در ایران (مارس ۱۹۱۷ - بدون اعتبار پس از اکتبر ۱۹۱۷)
| نام             | منصب         | آغاز مأموریت | پایان مأموریت | توضیحات |
| --------------- | ------------ | ------------ | ------------- | ------- |
| ایوان کولومیتسف | رئیس مأموریت | ژوئیه ۱۹۱۷   | نوامبر ۱۹۱۸   |         |
| افیم بابوشکین   | سرکنسول      | سپتامبر ۱۹۱۸ | ۱۹۱۹          |         |
| ایوان کولومیتسف | رئیس مأموریت | ۲۸ ژوئن ۱۹۱۹ | ۲۷ اوت ۱۹۱۹   |         |

### نمایندگان جمهوری سوسیالیستی فدراتیو شوروی روسیه در ایران (۱۹۲۱–۱۹۲۳)
| نام             | منصب                | وقت ملاقات    | خاتمه دادن    | یادداشت |
| --------------- | ------------------- | ------------- | ------------- | ------- |
| تئودور روتشتاین | نماینده تام‌الاختیار | ۲۷ فوریه ۱۹۲۱ | ۱۹ مارس ۱۹۲۳  |         |
| بوریس شومیاتسکی | نماینده تام‌الاختیار | ۱۹ مارس ۱۹۲۳  | ۱۹ ژوئیه ۱۹۲۳ |         |

### نمایندگان اتحاد جماهیر شوروی سوسیالیستی در ایران/ایران (۱۹۲۳–۱۹۹۱)
| نام                 | منصب                                                                 | آغاز مأموریت    | پایان مأموریت   | توضیحات |
| ------------------- | -------------------------------------------------------------------- | --------------- | --------------- | ------- |
| بوریس شومیاتسکی     | نماینده تام‌الاختیار                                                  | ۱۹ ژوئیه ۱۹۲۳   | ۱۴ آوریل ۱۹۲۵   |         |
| کنستانتین یورنف     | نماینده تام‌الاختیار                                                  | ۲۴ آوریل ۱۹۲۵   | ۵ اوت ۱۹۲۷      |         |
| یاکوف داویدوف       | نماینده تام‌الاختیار                                                  | ۵ اوت ۱۹۲۷      | ۱ اکتبر ۱۹۳۰    |         |
| آدولف پتروفسکی      | نماینده تام‌الاختیار                                                  | ۲۱ دسامبر ۱۹۳۰  | ۱ آوریل ۱۹۳۳    |         |
| سرگئی پاستوخوف      | نماینده تام‌الاختیار                                                  | ۲۹ مه ۱۹۳۳      | ۱ آوریل ۱۹۳۵    |         |
| الکسی چرنیخ         | نماینده تام‌الاختیار                                                  | ۱ آوریل ۱۹۳۵    | ۱۴ ژانویه ۱۹۳۹  |         |
| ماتوی فیلیمونوف     | نماینده تام‌الاختیار (قبل از ۹ مه ۱۹۴۱) {{سخ}} سفیر (پس از ۹ مه ۱۹۴۱) | ۱۱ سپتامبر ۱۹۳۹ | ۲۸ ژوئن ۱۹۴۱    |         |
| آندری اسمیرنوف      | سفیر                                                                 | ۲۸ ژوئن ۱۹۴۱    | ۱ سپتامبر ۱۹۴۳  |         |
| کنستانتین میخائیلوف | سفیر                                                                 | ۱ سپتامبر ۱۹۴۳  | ۲۱ مه ۱۹۴۴      |         |
| میخائیل ماکسیموف    | سفیر                                                                 | ۲۸ ژوئن ۱۹۴۴    | ۲۶ فوریه ۱۹۴۶   |         |
| ایوان سادچیکوف      | سفیر                                                                 | ۲۶ فوریه ۱۹۴۶   | ۱۷ ژوئیه ۱۹۵۳   |         |
| آناتولی لاورنتیف    | سفیر                                                                 | ۱۷ ژوئیه ۱۹۵۳   | ۱۹ اوت ۱۹۵۶     |         |
| نیکولای پگوف        | سفیر                                                                 | ۱۹ اوت ۱۹۵۶     | ۴ ژوئن ۱۹۶۳     |         |
| گریگوری زایتسف      | سفیر                                                                 | ۴ ژوئن ۱۹۶۳     | ۳ ژانویه ۱۹۶۸   |         |
| ولادیمیر یروفیف     | سفیر                                                                 | ۳ ژانویه ۱۹۶۸   | ۲۹ ژانویه ۱۹۷۷  |         |
| ولادیمیر وینوگرادوف | سفیر                                                                 | ۲۹ ژانویه ۱۹۷۷  | ۲ ژوئن ۱۹۸۲     |         |
| ویل بولدیرف         | سفیر                                                                 | ۲ ژوئن ۱۹۸۲     | ۲۳ سپتامبر ۱۹۸۷ |         |
| ولادیمیر گودف       | سفیر                                                                 | ۲۳ سپتامبر ۱۹۸۷ | ۲۵ دسامبر ۱۹۹۱  |         |

### نمایندگان فدراسیون روسیه در ایران (۱۹۹۱ تا کنون)
| نام                 | عنوان | وقت ملاقات     | خاتمه دادن     | یادداشت |
| ------------------- | ----- | -------------- | -------------- | ------- |
| ولادیمیر گودف       | سفیر  | ۲۵ دسامبر ۱۹۹۱ | ۶ آوریل ۱۹۹۳   |         |
| سرگئی ترتیاکوف      | سفیر  | ۶ آوریل ۱۹۹۳   | ۶ ژوئن ۱۹۹۷    |         |
| کنستانتین شووالوف   | سفیر  | ۶ ژوئن ۱۹۹۷    | ۸ فوریه ۲۰۰۱   |         |
| الکساندر ماریاسف    | سفیر  | ۸ فوریه ۲۰۰۱   | ۳۰ مه ۲۰۰۵     |         |
| الکساندر سادوونیکوف | سفیر  | ۳۰ مه ۲۰۰۵     | ۱۷ اکتبر ۲۰۱۱  |         |
| لوان جاقاریان       | سفیر  | ۱۷ اکتبر ۲۰۱۱  | ۸ سپتامبر ۲۰۲۲ |         |
| الکسی ددوف          | سفیر  | ۸ سپتامبر ۲۰۲۲ |                |         |